# Itaúsa
A Itaúsa é uma holding brasileira de investimentos de capital aberto com mais de 45 anos de trajetória. Com portfólio diversificado de empresas líderes em seus segmentos e presentes em mais de 50 países, a companhia tem cerca de 900 mil acionistas pessoas físicas, uma das maiores bases acionárias da bolsa de valores brasileira.
Ela investe em empresas relevantes da economia, com destaques em seus setores, tais como Itaú Unibanco, Alpargatas, Dexco, Copa Energia, Motiva, Aegea e NTS (Nova Transportadora do Sudeste). A Itaúsa tem como propósito declarado a criação sustentável de valor para os acionistas e para toda a sociedade.

## História

### Fundação
Foi fundada em 6 de maio de 1966 como Banco Itaú de Investimento S.A., logo em seguida passou a ser chamada em 1973 de Banco Itaú Português de Investimentos S.A., e em 1974 mudou seu nome novamente para Investimentos Itaú S.A. e por fim em 30 de abril de 1991 teve seu nome mudado para Itaúsa - Investimentos Itaú S.A.

### Antigos Negócios

#### Elekeiroz
Em abril de 2018, a empresa vendeu sua empresa química Elekeiroz ao fundo de investimento americano H.I.G. Capital por 160 Milhões de reais, a operação foi concluída em junho de 2018.

#### Itautec
Em 2013, inicia o processo de desinvestimento da Itautec para priorizar negócios com maior geração de valor aos acionistas.

### Investimento na Copagaz para fazer fusão com a Liquigás[10]
A participação da Itaúsa na operação ocorreu por meio capitalização da Copagaz, com recursos levantados por meio da emissão de debêntures não conversíveis em ações, no valor de R$ 1,3 bilhão com prazo de 10 anos e taxa de CDI + 2,40% a.a.
A Nacional Gás adquirirá fatia minoritária na Liquigás e passará a ser detentora de ativos em determinadas localidades equivalentes a 18% do volume de GLP vendido pela Liquigás.
A Copagaz, que permanecerá sob controle acionário da família Ueze Zahran, aplicará ao negócio combinado suas reconhecidas práticas de gestão e experiência de mais de 60 anos de atuação. Além do financiamento, a Itaúsa aportará na nova companhia boas práticas de governança.
Com a operação, a Itaúsa celebrou Acordo de Acionistas com a família Ueze Zahran e passou a ter o direito a indicar dois membros (de um total de cinco) para o Conselho de Administração da Copagaz e para seus Comitês de Auditoria e de Pessoas e Remuneração, que serão instituídos. 
Esse novo investimento está alinhado à estratégia de alocação de capital da Itaúsa, permitindo à companhia maior exposição ao setor de energia brasileiro, além de associar-se a um parceiro estratégico e tradicional, experiência de mais de 60 anos de atuação, com valores compatíveis e excelência operacional comprovada.

## Governança corporativa[11]
A Itaúsa atua no direcionamento das decisões financeiras e estratégicas das empresas do seu portfólio, compartilhando cultura de governança, conduta ética e valorização do capital humano, bem como disciplina na alocação de capital e foco na criação de valor de longo prazo. Simultaneamente, busca proporcionar ambiente favorável para que as Investidas concentrem seus esforços com autonomia em suas atividades e possam definir a visão para o desenvolvimento e a gestão de seus negócios.
Neste contexto, a Itaúsa aprimora constantemente a sua governança por meio de um modelo que alia estrutura de gestão profissionalizada, com tomada de decisão orientada pela gestão de riscos, compliance e ética, pautada em políticas corporativas, código de conduta e regimentos internos.
A Itaúsa mantém como instâncias de Governança Corporativa: Assembleia Geral de Acionistas, Conselho Fiscal, Conselho de Administração – assessorado pelo Comitê de Divulgação e Negociação e pela Diretoria, que recebe apoio da Auditoria Interna e de seis comissões –, uma das quais criada em 2020, a de Governança Corporativa.
O Conselho Fiscal é peça fundamental no sistema de governança da Itaúsa, pois ele fiscaliza os atos dos administradores, examina e opina sobre as demonstrações contábeis do exercício social, e reporta suas conclusões para os acionistas da Companhia, observados seus deveres legais e estatuários.

## Gestão para a Sustentabilidade[12]
A Itaúsa acredita que o desenvolvimento e a execução de ações perenes fortalecem o compromisso com o desenvolvimento sustentável do Brasil, diminuem o impacto no meio ambiente e garantem a gestão ampliada de riscos e oportunidades para os nossos acionistas, colaboradores e sociedade. Para isso, segue o modelo ESG que traz três fatores centrais (práticas ambientais, sociais e de governança) na mensuração da sustentabilidade e do impacto social dos nossos investimentos e ajudam a gerenciar melhor a expectativa de desempenho financeiro futuro baseada em risco e retorno.
As boas práticas sustentáveis da companhia já são reconhecidas pelos mais importantes índices de sustentabilidade no Brasil e no exterior. Seguem aqui alguns dos reconhecimentos:
- A Itaúsa manteve sua posição na carteira do Índice de Sustentabilidade Empresarial (ISE) 2020, pelo 14º ano consecutivo;

- Em 2020, pelo 17º ano consecutivo, a Itaúsa foi selecionada para compor a carteira do Dow Jones Sustainability Index World (DJSI World) e do Dow Jones Sustainability Emerging Markets Index, dois dos mais prestigiados índices de ESG do mundo;

- A Itaúsa passou a integrar, pela primeira vez em 2020, o índice FTSE4Good Index Series, da Bolsa de Valores de Londres;

- Por mais de uma década, a Itaúsa compõe a 11ª carteira do Índice Carbono Eficiente da B3 (ICO2 B3).